# Lamolior
Lamolior ist ein unbewohntes Atoll im zentralen Pazifischen Ozean. Geographisch gehört es zum Archipel der Karolinen, politisch zum Bundesstaat Yap der Föderierten Staaten von Mikronesien. Administrativ bildet es mit dem größeren und bewohnten Nachbaratoll Elato die gleichnamige Gemeinde (municipality) Elato.

## Geographie
Lamolior liegt im Osten des Staates Yap, 12 km südwestlich des Atolls Lamotrek sowie rund 40 km südöstlich von Olimarao. Von den Yap-Inseln im Westen des Bundesstaates liegt es über 900 km entfernt. Mit dem Nachbaratoll Elato ist es über eine 1,5 km lange und 20 m unter der Wasseroberfläche liegende Korallenbank verbunden. Lamolior selbst hat eine Länge von 3 km, eine Breite von bis zu 1,5 km sowie eine Fläche von etwa 3 km². Auf dem südöstlichen Saumriff des Atolls liegen zwei dicht bewachsene Inseln, Toas (9,4 ha Fläche) und Ulor (7,1 ha), welche über eine Sandbank zu einer Doppelinsel verbunden sind.